# Nicolaj Thomsen
Nicolaj Thomsen (Skagen, 8 maggio 1993) è un calciatore danese, centrocampista del B.93.

## Carriera

### Club
Ha sempre giocato nel campionato danese.
Il 20 agosto 2014 il calciatore danese segna un gol nella gara casalinga pareggiata in casa contro l'APOEL Nicosia nei play-off di Champions League.
Il 23 ottobre 2014 segna una doppietta nella gara vinta 3-0 dall'Aalborg contro la Dinamo Kiev in Europa League.
Il 16 giugno 2016 viene annunciato il suo passaggio al Nantes.
Il 5 agosto 2021, Thomsen ha firmato un contratto valido fino al successivo 31 dicembre con i norvegesi del Vålerenga.

### Nazionale
Debutta con la Nazionale Under-21 durante le qualificazioni gli europeo di categoria.

## Palmarès

### Club

#### Competizioni nazionali
- Campionato danese: 2

Aalborg: 2013-2014
Copenhagen: 2018-2019
- Coppa di Danimarca: 1

Aalborg: 2013-2014